# Блок левых сил Украины
Блок левых сил Украины (укр. Блок лівих сил України) — украинская левоцентристская политическая партия, созданная в августе 2014 года на базе партии «Новое поколение Украины», существовавшей с 2008 года. В состав партии вошли представители общественных и молодёжных организаций, сторонники социал-демократии, социализма и других течений левоцентристского спектра. Движение «Кредитный майдан» также поддержало создание партии.
Партия не имеет отношения к Блоку левых и левоцентристских сил и не разделяет идеологию Компартии Украины. Вместе с тем её связывают с Николаем Рудьковским.
Блок планирует участвовать во внеочередных выборах в Верховную Раду Украины.
На состоявшемся 14 сентября 2014 года внеочередном съезде БЛСУ был утвержден избирательный список партии.
В первую пятерку избирательного списка вошли Владимир Шемаев, Юрий Букарев, Татьяна Руденко, Марина Кехтер и Павел Квита.